# Бывшие посёлки городского типа Волгоградской области
Бывшие посёлки городского типа Волгоградской области — посёлки городского типа (рабочие и дачные), потерявшие этот статус в связи с административно-территориальными преобразованиями.
- Алексеевский — пгт с 1986 года. Преобразован в сельский населённый пункт в 1992 году.
- Водстрой — пгт с 1978 года. Включён в черту города Волгограда в 2010 году[1].
- Волжский — пгт с 1952 года. Преобразован в город в 1954 году [2].
- Горьковский — пгт с 1957 года. Включён в черту города Волгограда в 2010 году[1].
- Гумрак — пгт с 1959 года. Включён в черту города Волгограда в 2010 году[1].
- Жирновский — пгт с 1954 года. Преобразован в город Жирновск в 1958 году.
- Киквидзе — пгт с 1960 года. Преобразован в сельский населённый пункт в 1997 году.
- Клетский — пгт с 1965 года. Преобразован в сельский населённый пункт в 1992 году.
- Котельниковский — пгт с 1929 года. Преобразован в город Котельниково в 1955 году.
- Красная Слобода — пгт с 1938 года. Преобразован в город Краснослободск в 1955 году.
- Кумлыженский — пгт с 1986 года. Преобразован в сельский населённый пункт в 1992 году.
- Лог — пгт с 1960 года. Преобразован в сельский населённый пункт в 2006 году.
- Михайловка — пгт с 1936 года. Преобразован в город в 1948 году.
- Нехаевский — пгт с 1966 года. Преобразован в сельский населённый пункт в 1992 году.
- Нижний Чир — пгт с 1960 года. Преобразован в сельский населённый пункт в 2008 году.
- Ново-Анненский — пгт с 1936 года. Преобразован в город Новоаннинский в 1956 году.
- Николаевский — пгт с 1936 года. Преобразован в город Николаевск в 1967 году.
- Ольховка — пгт с 1986 года. Преобразован в сельский населённый пункт в 1993 году.
- Палласовка — пгт с 1938 года. Преобразован в город в 1967 году.
- Петров Вал — пгт с 1949 года. Преобразован в город в 1988 году.
- Подчинный — пгт с 1939 года. До 1942 года назывался Крацке. Преобразован в сельский населённый пункт в 1959 году.
- Приморск — пгт с 1961 года. Преобразован в сельский населённый пункт в 2003 году.
- Старая Полтавка — пгт с 1986 года. Преобразован в сельский населённый пункт в 1993 году.
- Эльтон — пгт с 1959 года. Преобразован в сельский населённый пункт в 1998 году.
- Южный — пгт с 1992 года. Включён в черту города Волгограда в 2010 году[1].